# Theodor Hopfner
Theodor Hopfner (* 7. April 1886 in Trautenau; † 9. Februar 1946 im Internierungslager Ruzyně bei Prag) war ein deutschböhmischer Klassischer Philologe und Religionswissenschaftler.

## Leben
Der Sohn des Realschuldirektors Friedrich Hopfner und Bruder des späteren Geodäten Friedrich Hopfner studierte Klassische Philologie und Ägyptologie an der deutschen Universität Prag (bei Carl Holzinger und Alois Rzach), wo er 1910 promoviert wurde. Anschließend arbeitete er als Lehrer am deutschen Staatsgymnasium (Graben-Gymnasium) in der Prager Neustadt, ab 1914 am deutschsprachigen Gymnasium in Prag-Kleinseite. 
1919 habilitierte er sich an der Universität Prag und wurde 1923 (als Nachfolger Rzachs) zum außerordentlichen Professor für Klassische Philologie ernannt. 1928 wurde er zum ordentlichen Professor ernannt. Seit 1936 war er Mitglied der Akademie der Wissenschaften und Künste in Prag.
Nach der Zerschlagung der Rest-Tschechei durch das Deutsche Reich wurde Hopfner zwar nicht seines Amtes enthoben, er musste aber berufliche Repressalien ertragen. Er wurde nicht als Reichsbeamter übernommen und aus der Akademie der Wissenschaften und Künste ausgeschlossen. Nach dem Zweiten Weltkrieg wurde er zusammen mit anderen Prager Einwohnern deutscher Nation deportiert und starb in einem Internierungslager bei Prag.

## Wissenschaftliche Schwerpunkte
Während Hopfner in der universitären Lehre die gesamte griechische und lateinische Literatur der Antike behandelte, beschäftigte er sich als Forscher fast ausschließlich mit der antiken Religions- und Kulturgeschichte. Er veröffentlichte mehrere Bücher und Aufsätze über ägyptische Kulte, Mysterienkulte und die Geschichte des frühen Christentums im Orient und in Ägypten. Als seine Hauptwerke gelten die fünfbändige Sammlung der Fontes historiae religionis Aegyptiacae (1922–1925) und die Darstellung Griechisch-ägyptischer Offenbarungszauber (1921–1924), die bis heute nicht überholt wurde (Stand: 2003). Sein Alterswerk war der plutarchischen Schrift Über Isis und Osiris gewidmet, zu der er einen zweibändigen Kommentar veröffentlichte (1940–1941). Seine letzte Veröffentlichung war die antisemitisch durchdrungene Arbeit Die Judenfrage bei Griechen und Römern.

## Schriften (Auswahl)
- Thomas Magister, Demetrios Triklinios, Manuel Moschopulos: Eine Studie über ihren Sprachgebrauch in den Scholien zu Aischylos, Sophokles, Euripides, Aristophanes, Hesiod, Pindar und Theokrit. Wien 1912
- Der Tierkult der alten Ägypter nach den griechisch-römischen Berichten und den wichtigeren Denkmälern. Wien 1913
- Über Form und Gebrauch der griechischen Lehnwörter in der koptisch-sa'idischen Apophthegmenversion. Wien 1918
- Über die koptisch-sa'idischen Apophthegmata patrum Aegyptiorum und verwandte griechische, lateinische, koptisch-bohairische und syrische Sammlungen. Wien 1918
- Griechisch-ägyptischer Offenbarungszauber. Mit einer eingehenden Darstellung des griechisch-synkretistischen Daemonenglaubens und der Voraussetzungen und Mittel des Zaubers überhaupt und der magischen Divination im besonderen. Zwei Bände, Leipzig 1921–1924
  - Band 1 (1921): Veränderter Nachdruck Amsterdam 1983
  - Band 2 (1924): Veränderter Nachdruck Amsterdam 1990
- Fontes historiae religionis Aegyptiacae. Fünf Teile, Bonn 1922–1925
  - Teil 1 (1922): Auctores ab Homero usque ad Diodorum continens
  - Teil 2 (1923): Auctores ab Horatio usque ad Plutarchum continens
  - Teil 3 (1923): Auctores a Clemente Romano usque ad Porphyrium continens
  - Teil 4 (1924): Auctores ab Eusebio usque ad Procopium Caesarensium continens
  - Teil 5 (1925): Auctores aetatis Byzantinae mediae, addenda et corrigenda, conspectum auctorum omnium, indices nominum et rerum continens
- Jamblichus: Über die Geheimlehren. Aus dem Griechischen übersetzt, eingeleitet und erklärt. Leipzig 1922. Nachdrucke Hildesheim 1987, Graz 2008
- Griechische Mystik. Leipzig 1923
- Die griechisch-orientalischen Mysterien. Prag 1924
- Handel und Geldwesen im Altertum. Prag 1924
- Orient und griechische Philosophie. Leipzig 1925 (Digitalisat).
- Patrologiae cursus completus. Series Graeca. Index locupletissimus tam in opera omnia omnium auctorum veterum quam in adiectas praefationes, dissertationes, commentationes omnes omnium virorum doctorum recentium per capitula operum omnium argumenta complectens. 2 Bände, Paris 1928–1945
- Das Sexualleben der Griechen und Römer von den Anfängen bis ins 6. Jahrhundert nach Christus. Prag 1938
- Plutarch über Isis und Osiris: Text, Übersetzung und Kommentar. Zwei Teile, Prag 1940–1941. Nachdrucke Darmstadt 1967, Hildesheim 1974
- Griechisch-lateinisch-deutsches Quellenbuch zur Siedlung und Geschichte der Germanen im böhmisch-mährischen, schlesischen und Karpathenraume. Stuttgart/Prag 1943
- Die Judenfrage bei Griechen und Römern. Prag 1943